# Heckengelände zwischen Dunningen und Seedorf
Das Heckengelände zwischen Dunningen und Seedorf ist ein vom Landratsamt Rottweil am 9. September 1993 durch Verordnung ausgewiesenes Landschaftsschutzgebiet auf dem Gebiet der Gemeinde Dunningen.

## Lage
Das etwa 753 ha große „Landschaftsschutzgebiet Heckengelände zwischen Dunningen und Seedorf“ liegt östlich von Dunningen bis zum Ortsteil Seedorf und westlich von Bösingen. Es gehört zum Naturraum Obere Gäue.
Geologisch umfasst das Gebiet die unteren Schichten des Oberen Muschelkalks von der Trochitenkalk-Formation im Westen über den Plattenkalk der Meißner-Formation bis zum Trigonodusdolomit der Rottweil-Formation im Nordosten des Gebiets. Der Muschelkalk ist teilweise mit Lößlehm überdeckt, die Senken sind mit holozänen Abschwemmmassen verfüllt.

## Schutzzweck
Wesentlicher Schutzzweck ist laut Schutzgebietsverordnung die Erhaltung der „das Landschaftsbild prägenden Heckenbestände, die aufgrund ihrer Dichte in besonderem Maße einen ausgewogenen Naturhaushalt gewährleisten, zur Vielfalt bzw. Schönheit von Natur und Landschaft beitragen und vielen seltenen - z.T. vom Aussterben bedrohten - Tier- und Pflanzenarten Lebensraum bieten“.

## Landschaftscharakter
Das Landschaftsschutzgebiet ist weitgehend waldfrei. Es handelt sich um eine kleinstrukturierte Agrarlandschaft mit Äckern und Wiesen, die von zahlreichen Feldhecken gegliedert sind. Im Norden befindet sich ein kleiner Steinbruch.

## Zusammenhängende Schutzgebiete
Der südliche Teil des Landschaftsschutzgebiets gehört zum FFH-Gebiet Baar, Eschach und Südostschwarzwald.